# Helmut Bakaitis
Helmut Bakaitis (Lubań, 26 settembre 1944) è un attore tedesco naturalizzato australiano.

## Biografia
Nato a Lubań da genitori di origini lituane, Bakaitis ha iniziato la sua carriera di attore frequentando la Fort Street High School di Sydney, dove debuttò nella rappresentazione di Amleto.
Viene ad oggi principalmente ricordato per la sua interpretazione dell'Architetto in Matrix Reloaded e Matrix Revolutions. In seguito ha ricoperto il ruolo di insegnante di regia all'Istituto nazionale di Arti drammatiche, ruolo che ricoprirà per nove anni fino al 2007.

## Filmografia parziale

### Cinema
- Sherley Thompson Versus the Aliens, regia di Jim Sharman (1978)
- Matrix Reloaded, regia di Andy e Larry Wachowski (2003)
- Matrix Revolutions, regia di Andy e Larry Wachowski (2003)
- Truth - Il prezzo della verità (Truth), regia di James Vanderbilt (2015)
- La battaglia di Hacksaw Ridge (Hacksaw Ridge), regia di Mel Gibson (2016)

### Televisione
- Home and Away - serie TV (1988-1999)
- Polizia squadra soccorso (Police Rescue) - serie TV (1996)
- All Saints - serie TV (2003)
- Statisfaction - serie TV, 1 episodio (2009)
- Rake - serie TV, 1 episodio (2016)

## Doppiatori italiani
- Mariano Rigillo in Matrix Reloaded, Matrix Revolutions
- Dario Penne in Truth - Il prezzo della verità